# Diferències entre el gallec i el portuguès

Mapa cronològic mostrant el desenvolupament del gallec i del portuguès

Les diferències entre el gallec i el portuguès són diverses i es troben tant a nivell fonètic, com a morfosintàtic, a més, d'ortografia i el lèxic. Una part d'aquestes és el resultat de la castellanització del gallec al llarg dels segles en els quals va ser marginat com a llengua culta, els anomenats Séculos Escuros. Si bé ambdues tenen un origen comú, actualment hi ha opinions diverses sobre si han de ser considerades o no llengües separades, existint alguns lingüistes, tant gallecs com portuguesos, que consideren que es tracta de varietats diferenciades de la mateixa llengua, mentre que uns altres les consideren llengües diferents.

## Les diferències
Les diferències es donen bàsicament a nivell fonètic:
- Inexistència en la majoria dels parlars gallecs de sibilants sonores (z /z/, j /ʒ/)[3](encara que existeixen en algunes zones de la Baixa Limia d'Orense, del gallec exterior[4] i en la fala d'Extremadura).[4]
- En gallec no hi ha oposició entre vocals orals i nasals (encara que estan presents en algunes zones de la província de Lleó) el gallec nasaliza les vocals en contacte amb nasal, però això no significa diferenciació fonològica.[5]
- La resta de diferències, són les mateixes que es troben en els dialectes portuguesos septentrionals en relació al portuguès estàndard: pronunciació de ch com "tch", confusió b/v, pronunciació clara dels diftongs oi/ou (amb alternança segons el patró: loiro / louro), etc.[6]

El tractament de la nasalitat és variable en les parles gallegues, amb diferent evolució en els dialectes portuguesos; així, les tres terminacions del gallec-portuguès:
-ão
-am/-ã
-om/-õ
donen lloc en portuguès al ditongo nasal -ão, mentre que en gallec van sofrir evolucions diverses:
-ão→ -án/-ao irmán 'germà' (dialectalment irmao) (= irmão)
-ãa→ -á/-án irmá (dialectalment irmán) (= irmã)
-am→ -an/-a ra 'granota' (dialectalment ran), (= rã)
-om→ -on razón 'raó'
- plurals: -ões→ -óns / -ós / -ois razóns 'raons', (dialectalment razós e razois)

Existeix fluctuació entre el manteniment de la nasalitat a través d'una monoptongación (irmão > irmán, en general, en l'àrea occidental) o el manteniment del diftong mitjançant la desnasalización (irmão > irmao, en general en el centre i l'àrea oriental). No obstant això, existeixen petites àrees on encara existeixen vocals i diftongs nasals (en l'àrea oriental).
Altres diferències entre les variants comunes no són aplicables a la totalitat de les parles:
En gallec existeix l'anomenat diftong indoeuropeu[cita , ui o oi que va substituir a l'o tònica llatina en portuguès brasiler (subsisteix, no obstant això, dialectalment a Portugal).
Froito 'fruit'
Loitar, loita 'lluitar, lluita'
Escoitar 'escoltar'
Aquests diftongs són de tipus etimològic, fructu > fruito, luctare > luitar, auscultare > ascoltare > escoutar > escoitar > escuitar (anàleg a multu > molto > mouto > moito > muito), la seva pèrdua es deu a rellatinitzacions modernes (segles XVI-XVII), "luctar, "fructo", quan la "c-" es va deixar de pronunciar. Un cas comú al gallec i el portuguès és "acto", originalment actu > auto (auto-da-fé), però va ser relatinizada a "acto".
En gallec es conserva el pronom arcaic che que s'alterna amb la forma et, depenent de si es fa referència a un objecte/complemento directe o indirecte.
Collerche as mans 'agafar-te les mans'
També es conserva la forma de plural llelos (< lles+us), i no la forma comuna trobada en portuguès (lhos). El gallec també conserva grups de pronoms enclítics, a causa de l'existència d'un "pronom de solidaritat" (gal. senar cho teño / per. não to tenho, não tenho isso que queres).
Canvis en les conjugacions verbals.
gal. Eu son / port. Eu sou
gal. Vós sodes / port. Vós sois
gal. Eles son / port. Eles são gal. Eles falaron / port. Eles falaram
gal. Eu fun / port. Eu fui.
El gallec nasaliza sistemàticament les primeres persones dels antepretéritos g. collin /p. colhi, g. estiven / p. estive, daí, g. vaig ser > fuin > fun)
arcaismes
La comparativa ca ([do] que), del llatí qua > ca, va seguida del pronom de datiu i no del pronom personal: g. máis alto ca min / p. mais alto que eu.
Castellanismes en gallec
- Innombrables, sobretot en el vocabulari tècnic o exòtic.[cal citació] Això es deu a la situació de diglòssia gallec/castellà a Galícia.

Castellanismes en portuguès
- Certes paraules d'origen castellà van ser introduïdes al portuguès, mentre que la forma original va ser preservada en gallec, així en portuguès es té penha, repolho, castelhano, menino, enfront de les formes corresponents al gallec pena, repolo, castelán, meniño.